# James Chadwick
Pour les articles homonymes, voir Chadwick.
Sir James Chadwick, né le 20 octobre 1891 et mort le 24 juillet 1974 est un physicien britannique.
Il est principalement connu pour la découverte du neutron en 1932, pour laquelle il reçoit le prix Nobel de physique de 1935.
Cette découverte a mené directement à la fission nucléaire et à la bombe atomique.

## Biographie
Il se présente à l'Université de Manchester en 1907 dans le but de devenir un mathématicien, mais il se retrouve, par accident, entouré d'étudiants pour l'inscription à une majeure en physique. Trop gêné pour avouer son erreur, il reste dans la file et commence ainsi une carrière prolifique comme physicien, après avoir été fasciné par un cours sur l'électromagnétisme donné par Ernest Rutherford.
Il intègre en 1911 le laboratoire de Rutherford pour achever ses études. En 1913, il reçoit une bourse pour poursuivre ses études à l'étranger : il choisit d'aller travailler à Berlin, au sein du laboratoire dont le professeur Hans Geiger vient de prendre la direction.
Durant la Première Guerre mondiale, Chadwick est arrêté en Allemagne et emprisonné dans une écurie qui sert de camp d'internement. Libéré à la fin de la guerre, il retourne immédiatement au Royaume-Uni afin de mener des recherches encore une fois sous les ordres du professeur Rutherford à l'Université de Cambridge. Entretemps, ce dernier a expérimenté plusieurs approches et spécule qu'il doit exister une particule subatomique sans charge électrique. Chadwick entreprend donc une série d'expérimentations. Il est élu membre émérite de Gonville de 1921 à 1925. Il devient assistant directeur de recherche dans les laboratoires de Cavendish en 1923. En 1925 il épouse Aileen Stewart-Brown de Liverpool. Ils ont ensemble des jumelles et vivent à Denbigh dans le nord du Pays de Galles. En 1927, il est élu membre émérite à la Royal Society, qui lui décerne la médaille Hughes en 1932.
Lors d'une expérience en 1932, Chadwick, qui bombarde du béryllium avec des particules α, remarque une radiation inconnue qui éjecte des protons du noyau. Chadwick en conclut que ce rayonnement est formé par des particules de masse approximativement égale au proton mais sans charge électrique, les neutrons. Cette découverte est l'une des plus importantes en physique expérimentale.
En 1935, il devient enseignant à l'Université de Liverpool. Chadwick a été le premier au Royaume-Uni à concevoir la possibilité de développer la bombe atomique. Entre 1943 et 1945, il passe la majeure partie de son temps aux États-Unis, principalement dans le Laboratoire national de Los Alamos, où est conçue la première bombe nucléaire (projet Manhattan).
Il est nommé chevalier en 1945, devenant ainsi Sir James Chadwick, et fait membre de l'Ordre des compagnons d'honneur en 1970. Il est lauréat de la médaille Copley en 1950 et de la médaille Franklin en 1951.
Il a travaillé à Cambridge avec deux scientifiques français Hans von Halban et Lew Kowarski qui permettront à la France d'avoir la bombe.
Il meurt à l'âge de 82 ans. On peut le considérer comme l'un des physiciens s'étant le plus distingué durant le XXe siècle. Lady Chadwick est décédée en 1986.

## Publications
- Radioactivity And Radioactive Substances: An Introduction To The Study Of Radioactive Substances And Their Radiations (1921), Kessinger Publishing, LLC, 2007  (ISBN 978-0548692905)
- avec Ernest Rutherford, Radiations from Radioactive Substances (Cambridge Library Collection - Physical Sciences), Cambridge University Press; Reissue edition, 2010  (ISBN 978-1108009010)